# Parafia Przemienienia Pańskiego w Błagowieszczeńsku
Parafia Przemienienia Pańskiego w Błagowieszczeńsku – rzymskokatolicka parafia znajdująca się w Błagowieszczeńsku, w diecezji Świętego Józefa w Irkucku, w dekanacie władywostockim, w Rosji. Parafię prowadzą werbiści. Posługują tu siostry dominikanki.
Księża z Błagowieszczeńska obsługują ponadto parafię Miłosierdzia Bożego w Swobodnym.

## Historia
Wspólnota katolicka składająca się głównie z Polaków istniała w Błagowieszczeńsku już w połowie XIX w. W 1893 nabyła ona działkę w centrum miasta i po otrzymaniu zgody władz wybudowano na niej w 1896 kościół. W 1910 arcybiskup mohylewski Wincenty Kluczyński erygował parafię Przemienienia Pańskiego w Błagowieszczeńsku. Od 1907 istniała również kaplica filialna w Kozłówce. Przed I wojną światową błagowieszczeńska parafia była bardzo prężna.
Po rewolucji październikowej komuniści rozkradali majątek parafialny, jednak kościół był czynny do 1932, kiedy to został znacjonalizowany i zamieniony na skład siana. W latach 40. przekazano go prawosławnym i do dziś służy jako cerkiew.
Parafia odrodziła się po upadku ZSRS za sprawą miejscowego biznesmena polskiego pochodzenia Aleksandra Ryniewskiego. Oficjalnie zarejestrowano ją w 1994. Początkowo do Błagowieszczeńska dojeżdżał kilka razy w roku proboszcz z Władywostoku o. Myron Effing CJD. W 1997 powstała kaplica. W 1999 parafię objęli werbiści i od tego roku jest ona stale obsadzona przez kapłanów.
Prawosławny biskup Gabriel (Stebluczenko) w zamian za pomoc finansową od zachodnich katolików w budowie nowej cerkwi obiecał zwrócić użytkowany przez Cerkiew dawny kościół katolicki. Jednak po wybudowaniu cerkwi w 2003, mimo otrzymania funduszy od katolików nie zwrócono kościoła.